# تامبورا (جاكرتا)
مديرية تامبورا (بالأندونيسية: Kecamatan Tambora، بالإنجليزية: Tambora): هي مديرية في مدينة غرب جاكرتا الإدارية، إندونيسيا. تحد مديرية تامبورا سكة حديدية من الغرب والشمال، وقناة كالي كروكوت- كالي بيسار من الشرق، وطريق دوري سيلاتان من الجنوب.